# Chiesa di San Michele (Esterzili)
La chiesa di San Michele arcangelo è un edificio religioso situato ad Esterzili, centro abitato della Sardegna centro-orientale. Consacrata al culto cattolico fa parte della parrocchia di Sant'Ignazio da Laconi, diocesi di Lanusei.
Edificata nel XV secolo in stile gotico-aragonese e dedicata al santo patrono di Esterzili, è stata in passato la chiesa parrocchiale.

Presenta una navata unica su cui si affacciano le piccole cappelle laterali, delimitate da archi a sesto acuto. La semplice e raffinata facciata ospita un portone intarsiato racchiuso in arco sesto acuto, sormontato da un grande rosone con cornice modanata.

La parte alta del prospetto, ornato da una cornice aggettante, è scandita da merli dentati. Sul lato destro della chiesa è posto un campanile a vela con due luci ogivali.

Fino ad alcuni decenni fa il sagrato veniva utilizzato come cimitero.